# Augusto Ibáñez Sacristán
Augusto Ibáñez Sacristán (Tricio, La Rioja, 1969) és un exjugador professional de pilota basca que jugava a l'empresa Aspe amb el malnom de Titín III.
Va debutar com a professional el 13 de setembre de 1992 al frontó de Baños de Río Tobía (La Rioja) arribant a la final del Campionat d'Espanya per parelles. El 10 de febrer del 2008 es va inaugurar una escultura de les seves mans a l'entrada del Frontó Adarraga de Logronyo i una fotografia de gran format en la paret principal. El 30 de maig de 2008 se li va concedir la distinció com a "Riojano Ilustre" Decret 35/2008 En diverses ocasions a jugat al Frontó de la Vall Hebron a Barcelona.
A les eleccions municipals espanyoles de 2011 va ser escollit regidor de l'ajuntament de Logronyo després d'anar en novena posició a la llista municipal del Partit Popular.
Es va retirar de la pilota basca l'octubre del 2014.

## Palmarés
- Campió per parelles, 1994, 2000, 2004 i 2012
- Subcampió per parelles, 1993 i 2008
- Campió del Quatre i mig, 2007
- Subcampió del Quatre i Mig, 1997 i 2003.